# Rathinda himeros
Rathinda himeros är en fjärilsart som beskrevs av Hans Fruhstorfer. Rathinda himeros ingår i släktet Rathinda och familjen juvelvingar. Inga underarter finns listade.